# Brücke (Stratton, Nebraska)
Eine Brücke in der Nähe von Stratton im Hitchcock County im US-amerikanischen Bundesstaat Nebraska ist die älteste dokumentierte Betonbrücke des Bundesstaates. Die 1908 erbaute Brücke wurde 1992 ins National Register of Historic Places aufgenommen.

## Lage und Beschreibung
Die Brücke befindet sich etwa 2 Meilen (ca. 3,2 Kilometer) östlich der Ortschaft Stratton. Sie besteht aus einer 20 Fuß (ca. 6,1 Meter) langen und 18 Fuß (ca. 5,5 Meter) breiten Stahlbetonplatte. Auf beiden Seitenflächen der Betonplatte ist der Schriftzug 08 Ideal Cement zu lesen, die per Sandstrahl eingeprägt wurde. Die Brücke überspannt einen namenlosen, nur periodisch fließenden Bach. Etwa 150 Meter nördlich verläuft der U.S. Highway 34.
Von Wartungsreparaturen abgesehen befindet sich die Brücke im Originalzustand.

## Geschichte
Die Brücke wurde im Jahr 1908 durch die Ideal Cement Company errichtet. Der Entwurf für das Bauwerk stammt mit hoher Wahrscheinlichkeit vom damaligen State Engineer Nebraskas, da dieser ab 1908 Konzepte für kleinere Betonbrücken entwickelte. Als der U.S. Highway 34 durch Nebraska gebaut wurde, wurde die Brücke in dessen Verlauf eingebunden. Später wurde der Highway etwas nach Norden verlegt, über die Brücke führt heute ein Feldweg, der nur noch von wenig Verkehr frequentiert wird.